# Constantine (tv-serie)
 For alternative betydninger, se Constantine. (Se også artikler, som begynder med Constantine)
Constantine er en amerikansk tv-serie  udviklet af Daniel Cerone og David S. Goyer for NBC. Serien er baseret på tegneserien Hellblazer udgivet af DC Comics under Vertigo. Matt Ryan spiller John Constantine i serien. Serien havde premiere den 24. oktober 2014.
Constantine klarede ikke "cutted" så den blev ikke fornyet for en sæson 2, selv om denne serie faktisk har en "Rating" hos IMDB på 7,6/10.

## Faste medvirkende
- Matt Ryan som John Constantine
- Angélica Celaya som Zed Martin, en synsk kunstner, der finder Constantine spændende nok til at følge ham på hans eksorcisme.
- Charles Halford som Chas Chandler, Constantines ældste ven og trofaste følgesvend, der besidder stærke overlevelsesevner.
- Harold Perrineau som Manny, en engel der er sat til at våge over Constantine

## Øvrige medvirkende
- Michael James Shaw som Papa Midnite[1]
- Jeremy Davies som Ritchie Simpson
- Bailey Tippen som Astra Logue
- Jonjo O'Neill som Gary "Gaz" Lester
- Charles Parnell som Nommo
- Emmett J. Scanlan som Jim Corrigan
- Mark Margolis som Felix Faust
- Lucy Griffiths som Liv Aberdine

## Afsnit
Dette afsnit eller denne liste er kun påbegyndt. Hvis du ved mere om emnet, kan du hjælpe Wikipedia ved at tilføje mere.

| # | Titel                               | Instruktør        | Forfatter(e)                     | Først sendt (NBC) |
| --- | ----------------------------------- | ----------------- | -------------------------------- | ----------------- |
| 1 | "Non Est Asylum"                    | Neil Marshall     | Daniel Cerone og David S. Goyer  | 24. oktober 2014  |
| Efter en fejlslået eksorcisme, som forårsagede at en pige ved navn Astra blev myrdet af en demon han påkaldte, er John Constantine, den selvudnævnte eksorcist og mester af de mørke kræfter, fordømt til helvede og rekreere derfor på en sindsygeanstalt. Her modtager Constantine en overnaturlig advarsel, hvilket fører ham til Liv Aberdine, som er uvidende om en forestående mystisk trussel. Constantine giver hende et hængesmykke, der tilhørte hendes far Jasper Winters og giver hende derved mulighed for at se indespærrede sjæle rundt omkring hende, og John introducerer hende til kunsten at divinere, hvor dæmonisk aktivitet vil forekomme på et særligt kort. Han lærer at dæmonen Furcifer, som jager Aberdine, trækker sin styrke fra elektricitet. Constantine hverver hjælp fra en modvillig professor, Ritchie Simpson og det lykkes at narre Furcifer, og sende ham tilbage til helvede. Liv beslutter at forlade byen, men efterlader smykket og kortet til at divinere hos John. Andetsteds skaber en kvinde massere af tegninger af Constantine. |                                     |                   |                                  |                   |
| 2 | "The Darkness Beneath"              | Steve Shill       | Rockne S. O'Bannon               | 31. oktober 2014  |
| 3 | "The Devil's Vinyl"                 | Romeo Tirone      | Mark Verheiden og David S. Goyer | 7. november 2014  |
| 4 | "A Feast of Friends"                | John F. Showalter | Cameron Welsh                    | 14. november 2014 |
| 5 | "Danse Vaudou"                      | John Badham       | Christine Boylan                 | 21. november 2014 |
| 6 | "Rage of Caliban"                   | Neil Marshall     | Daniel Cerone                    | 28. november 2014 |
| 7 | "Blessed Are the Damned"            | Nick Gomez        | Sneha Koorse                     | 5. december 2014  |
| Mens Chas tager sig af en personlig sag, hverver John Zed til at hjælpe ham undersøge en prædikant i en lille by, der blev bidt af en klapperslange og døde, for derefter at blive genoplivet med magt til at helbrede de syge. Johns undersøgelse fører ham til en engel ved navn Imogen, som i forsøget på at føre prædikanten til det hensides, mistede en fjer som han tog, hvilket fik hende til at falde til jorden. |                                     |                   |                                  |                   |
| 8 | "The Saint of Last Resorts"         | TJ Scott          | Carly Wray                       | 12. december 2014 |
| 9 | "The Saint of Last Resorts: Part 2" | Romeo Tirone      | Mark Verheiden                   | 16. januar 2015   |
| 10 | "Quid Pro Quo"                      | Mary Harron       | Brian Anthony                    | 23. januar 2015   |
| John, Zed og Chas er i et kapløb med tiden for at redde Chas' datter efter hendes sjæl er taget af Felix Faust. |                                     |                   |                                  |                   |
| 11 | "A Whole World Out There"           | Tom Wright        | Davita Scarlett & Sneha Koorse   | 30. januar 2015   |
| Fire universitetsstuderende anvender hensynsløst magien opdaget af en gal okkultist ved navn Jacob Shaw. Da Shaw suger deres bevidstheder ind i en alternativ verden han har skabt, kan kun John Constantine og deres professor, Ritchie Simpson, redde dem. |                                     |                   |                                  |                   |
| 12 | "Angels and Ministers of Grace"     | Sam Hill          | Christine Boylan                 | 6. februar 2015   |
| Zed går med John ind på et hospital i jagten efter en antediluviansk krystal lavet af ren ondskab og opdager hun har en hjernesvulst. I mellemtiden, John opdager at folk på hospitalet bliver myrdet af en person ved hjælp af krystallen. Uden andre muligheder rekrutterer han en modstræbende Manny, til at hjælpe ham sætte en stopper for det og redde Zed. |                                     |                   |                                  |                   |
| 13 | "Waiting for the Man"               | David Boyd        | Cameron Welsh                    | 13. februar 2015  |
| En satanist, som lokker unge piger i døden fanger Jim Corrigans opmærksomhed, som derefter advarer John og Zed. Sammen finder de tre manden, som da han løber bliver skudt af Corrigan. Papa Midnight forsøger og fejler i forsøget på at gøre krav på en dusør på Johns hoved placeret af Manny. Samtidig fortæller Zed om sine tilbagevendende visioner til Corrigan om hans død. |                                     |                   |                                  |                   |

## Produktion
Stemningen i serien er tættere på tegneserien end filmen fra 2005, men vil blandt andet ikke vise Constantine som kæderyger, pga. visse restriktioner angående brugen af tobak på amerikanske kanaler.